# Ernest Strathdee
Pas d'image ? Cliquez ici

b Matchs officiels uniquement.
Dernière mise à jour le 19 novembre 2024.
Ernest Strathdee, est né le 26 mai 1921 en Irlande. Il est décédé le 17 juillet 1971 à Belfast. C’est un ancien joueur de rugby à XV, qui a joué avec l'équipe d'Irlande de 1947 à 1949, évoluant au poste de demi de mêlée. 
Il a eu 9 sélections nationales avec l'équipe d'Irlande. 
Il remporte le Grand Chelem en 1948 et il participe à la victoire de 1949 dans le Tournoi.

## Équipe nationale
Il a eu sa première cape internationale, le 25 janvier 1947 avec l'équipe d'Irlande, à l’occasion d’un match du Tournoi contre l'équipe d'Angleterre. Son dernier match eut lieu le 12 mars 1949 contre les Gallois.
Il participe au Tournoi des Cinq Nations de 1947 à 1949.

## Palmarès
- 9 sélections, 2 fois capitaine.
- Sélections par année : 4 en 1947, 2 en 1948, 3 en 1949
- Tournois des Cinq Nations disputés: : 1947, 1948, 1949